# Grundlagenbescheid
Ein Grundlagenbescheid ist ein Verwaltungsakt, der für die Festsetzung einer Steuer bindend ist (§ 171 Abs. 10 AO). Der Steuerbescheid, der aufgrund der Feststellung des Grundlagenbescheides erlassen wird, wird als Folgebescheid bezeichnet. Die Bindung des Folgebescheids an den Grundlagenbescheid muss gesetzlich angeordnet sein.

## Arten
Grundlagenbescheide können Steuerbescheide einer Finanzbehörde oder Verwaltungsakte anderer Behörden sein. 
Dies sind unter anderem:
- Feststellung der satzungsmäßigen Voraussetzungen (Gemeinnützigkeit) für eine Steuerbegünstigung nach § 60a AO[1]
- Gesonderte Feststellung von Besteuerungsgrundlagen nach § 180 Abs. 1 AO
- Festsetzung des Gewerbesteuermessbetrages nach § 14 GewStG
- Bescheid über die gesonderte Feststellung von Verlustvorträgen nach § 10d Abs. 4 Satz 1 EStG
- Feststellung eines Versorgungsamtes nach § 152 Abs. 1 SGB IX[2]
- Bescheinigung nach § 6 FZulG

## Wirkungsweise
Eine Behörde erlässt einen Verwaltungsakt, der steuerlich bedeutsame Sachverhalte feststellt. Aufgrund dieses Bescheides stehen damit Tatbestandsmerkmale für den Steuerbescheid (Folgebescheid) fest. An diese Feststellung ist das Finanzamt, das den Folgebescheid erlässt, gebunden und darf nicht abweichen.
Beispiel
Steuerpflichtige A und B schließen sich zusammen, um im Rahmen einer Gesellschaft bürgerlichen Rechts ein Unternehmen zu führen. Das steuerliche Ergebnis (Gewinn oder Verlust) der Gesellschaft und die Verteilung auf die beiden Gesellschafter wird durch das Betriebsstättenfinanzamt festgestellt. Die Wohnsitzfinanzämter der beiden Gesellschafter müssen den jeweiligen Ergebnisanteil in die Einkommensteuerbescheide der Gesellschafter übernehmen.

## Anfechtung
Aufgrund dieser Wirkungsweise müssen Steuerpflichtige den Grundlagenbescheid selbst anfechten, wenn sie mit der Festsetzung nicht einverstanden sind. Dazu ist gegen den Grundlagenbescheid Einspruch bei einem Bescheid einer Finanzbehörde oder Widerspruch bei einem anderen Verwaltungsakt einzulegen. Wird dies unterlassen und der Grundlagenbescheid bestandskräftig, kann der Folgebescheid mit dieser Begründung nicht angefochten werden.
Fortführung Beispiel
Sofern A oder B mit der Festsetzung des Ergebnisses oder dessen Verteilung nicht einverstanden sind, müssen sie innerhalb der Frist von einem Monat gegen den Bescheid des Betriebsstättenfinanzamtes Einspruch einlegen.

## Änderung des Grundlagenbescheides
Wenn der Grundlagenbescheid geändert wird, ist der Folgebescheid zu ändern, auch wenn der Folgebescheid bestandskräftig ist.
Fortführung Beispiel
Ein Einspruchsverfahren der Gesellschaft von A und B gegen die Festsetzung des Ergebnisses war erfolgreich und das Ergebnis wird niedriger festgesetzt. Dann sind die Einkommensteuerbescheide der Gesellschafter entsprechend zu ändern, auch wenn die Einspruchsfrist für die Folgebescheide verstrichen ist.